# Târgu Neamț
Târgu Neamţ é uma cidade da Roménia com 18.695 habitantes (Censos 2011), localizada no judeţ (distrito) de Neamţ, no norte da Roménia.

## Património
- Citadela Neamţ - parte de um sistema de fortificação construído na região no fnal do século XIV contra as invasões do império Otomano. Foi mandado construir pelo governador Petru I, fortificado por Ștefan cel Mare durante o século XV e destruído em 1718[1].